# Теренция
Вижте пояснителната страница за други личности с името Теренция.
Теренция (на латински: Terentia; * 98 пр.н.е.; † 4 г.) e първата съпруга на римския политик и оратор Марк Тулий Цицерон.

## Биография
Теренция е дъщеря на богатия Теренции Варон, който умира след нейното раждане. Тя е роднина на Марк Теренций Варон. Получава голямо наследство от много чифлици и градски къщи с годишни наеми от 80 000 сестерции, от които синът ѝ живее като студент. Тя е полусестра на Фабия (весталка) от втория брак на майка ѝ.
През 76 пр.н.е. тя се омъжва за Цицерон и има зестра от сто хиляди денарии. Развежда се през октомври 46 пр.н.е. Теренция е майка на Тулия и Марк Тулий Цицерон Младши (* 65 пр.н.е., консул през 30 пр.н.е.).